# Sde Boker

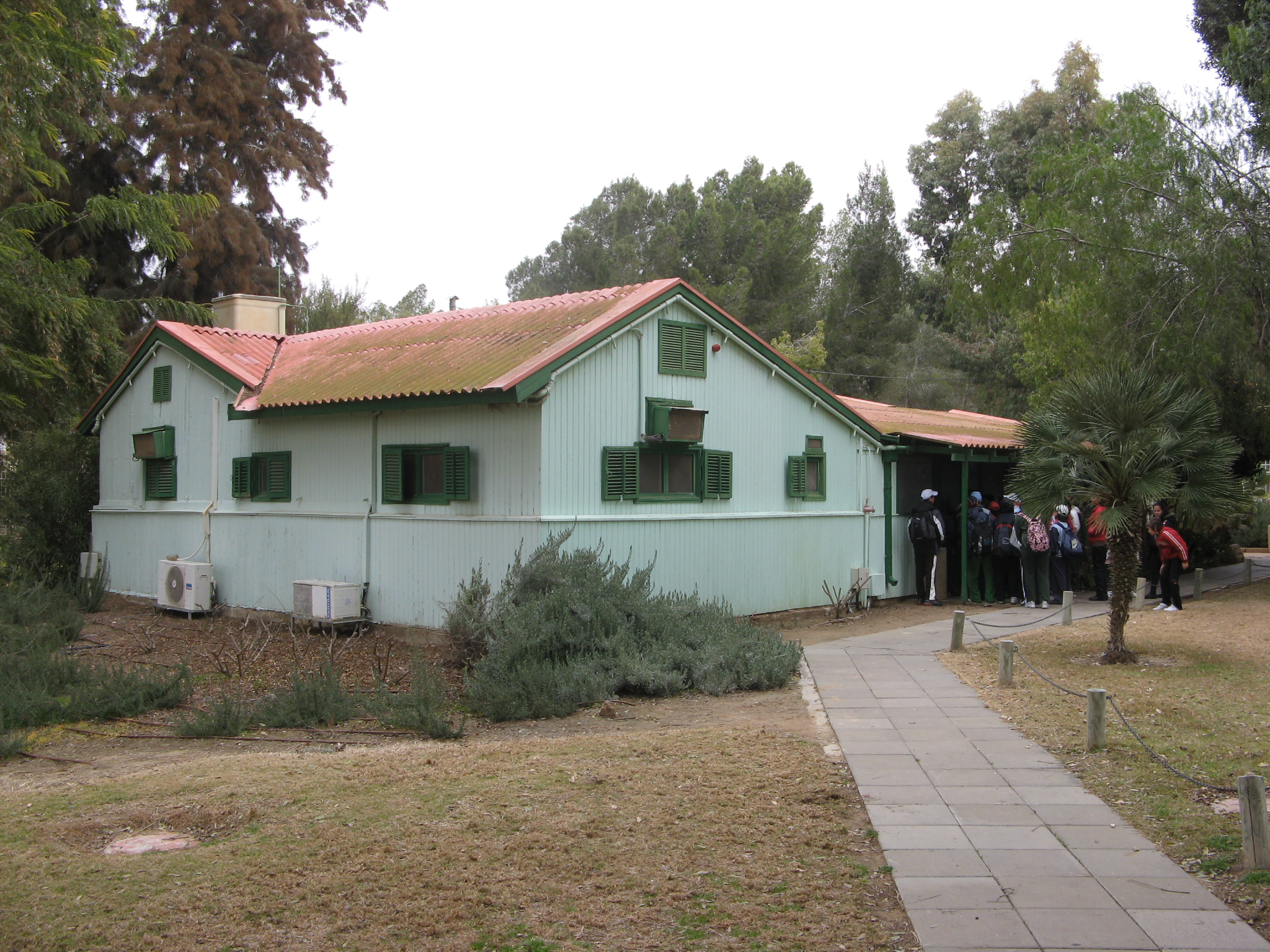
David Ben-Gurions hus

Sde Boker, "Herdeängen", är en kibbutz i Negevöknen söder om Dimonai i södra Israel, omkring 50 kilometer söder om Be'er Sheva vid vägen till Mitzpe Ramon.
Sde Boker är känd för att vara tidigare premiärministern David Ben-Gurions bostadsort efter pensionen och vara den kibbutz där också Folke Bernadottes mördare Yehoshua Cohen bodde.
Platsen för Sde Boker har varit ett bosättningsområde redan under tidig islamsk tid från sent 600-tal till tidigt 800-tal. Delar av tiotalsbyggnader finns kvar, inklusive delar från en närbelägen moské.
Sde Boker grundades i maj 1952 av bland annat Yehoshua Cohen. David Ben-Gurion avgick som premiärminister 1953 och flyttade då till kibbutzen. Han återvände visserligen till politiken 1955, men bodde kvar i Sde Boker till sin död 1973. 
David Ben-Gurions hem, "Tzrif Ben-Gurion", är numera ett museum.